# Papendel
Papendel is een natuurgebied in de Belgische gemeente Begijnendijk. Het gebied is een tiental hectare groot en is in beheer bij Natuurpunt.

## Beschrijving
Het natuurgebied is gelegen rond de Molen- en Balenberg, de laatste diestiaanheuvels van Hageland, op de overgang naar de vlakke Kempen. Papendel is voornamelijk een afwisseling van heide, natte granslanden, natte bospercelen, open water en rietvelden. Deze verscheidenheid wordt met behulp van een aangepast beheer verder geaccentueerd.

## Fauna
In het gebied werd de kleine ijsvogelvlinder opgemerkt in het begin van de 21e eeuw.